# Saison 4 de Joséphine, ange gardien
 (août 2018).
Si vous disposez d'ouvrages ou d'articles de référence ou si vous connaissez des sites web de qualité traitant du thème abordé ici, merci de compléter l'article en donnant les références utiles à sa vérifiabilité et en les liant à la section « Notes et références ».
Chronologie
Saison 3 Saison 5
Cet article présente les épisodes de la quatrième saison de la série télévisée Joséphine, ange gardien.

## Liste des épisodes

### Épisode 1:Une famille pour Noël
Scénariste :
- Jean-Luc Seigle

Réalisateur :
- Nicolas Cuche

Diffusion :
- 26 février 2000 sur TF1

Audience :
- France : 7,82 millions de téléspectateurs (30,0 % de part d'audience)

Distribution :
- Mimie Mathy : Joséphine
- Jean-Michel Dupuis : Martin
- Christian Brendel : Thierry
- Isabelle Renauld : Christine
- Stéphanie Pasterkamp : Sandrine
- Adrien François : Julien
- Volodia Serre : Rodolph
- Christian Cloarec : Rodin
- Stéphanie Lagarde : Constance
- Fabrice Bagni : Le chauffeur de taxi
- Guénolé Azerthiope : Le clochard
- Cédric Chevalme : Le malabar 1
- Raphaël Bianchin : Le malabar 2
- Gilles Daviaud : Le pianiste

Résumé : Joséphine vient en aide à Sandrine, une adolescente qui vient passer noël avec son petit frère Julien chez son père Martin. Seulement, Martin vit avec un homme et Sandrine souhaite plus que jamais rassembler ses parents.

### Épisode 2:Le Combat de l'ange
- France : 8 mai 2000 sur TF1

- Chantal Renaud[1]

- France : 7,31 millions de téléspectateurs (28,2 % de part d'audience)

- Éva Darlan : Armelle Langlois
- Samuel Labarthe : Germain Dieuleveut
- Julie Durand : Chloé Langlois
- Philippe Bizari : Simon Langlois
- Hélène Médigue : Noémie
- Jean-Marie Juan : Alexis
- Arnaud Viard : Bruno
- Chantal Garrigues : Gabrielle
- Jean Alibert : Le médecin
- Eric Périssé : Gaspard
- Frédéric Sauzay : Le chauffeur de bus
- Christophe Guichet : Le banquier
- Jean-Pierre Malignon : Le buraliste
- François-Régis Marchasson : L'inspecteur Mourier

### Épisode 3:Des Cultures différentes
Scénaristes :
- Françoise Pasquini
- Jean-Paul Demure

Réalisateur :
- Philippe Monnier

Diffusion :
- 9 octobre 2000 sur TF1

Audience :
- France : 6,87 millions de téléspectateurs (27,8 %)

Distribution :
- Mimie Mathy : Joséphine
- Jean-Claude Adelin : François
- Hélène de Saint-Père : Mathilde
- Bernard Verley : Pierre
- Jean-Marie Winling : Germon
- Mandiaye Ba : Omar
- François Gamard : Le patron du bar-hôtel
- Philippe Cotten : Le finaud
- René Morard : Le client
- Johann Corbeau Le vieux
- Pascal Pistacio : L'huissier
- Jean Dell : Le vétérinaire
- Patrick Geslin : Le facteur
- Elrik Thomas : Le chef de gare
- Norbert Haberlick : L'ouvrier

Résumé : Joséphine vient en aide à François qui vient de reprendre la ferme de son père, qui a dû prendre sa retraite. Il décide de réorienter la production et de se lancer dans l'agriculture biologique. Joséphine arrive sur ces entrefaites comme aide ménagère, afin d'aider et d'apaiser le jeune homme, pour le moins dépassé par sa nouvelle activité. En effet, Mathilde, l'épouse enceinte du nouvel agriculteur, peut de moins en moins le seconder dans les tâches de la ferme, des tensions naissent insidieusement au sein du couple. Pour couronner le tout, François ne communique plus avec son père Pierre, s'entêtant à vouloir tout assumer. Omar, un petit Africain blessé à la guerre, s'allie à Joséphine dans l'espoir de voir François résoudre ses problèmes.
Commentaire : L'actrice Hélène de Saint-Père décède le 4 mai 2022 et en début d'année 2022 cet épisode est re-diffusé sur TF1 Séries Films.

### Épisode 4:Pour l'amour d'un ange
Scénariste :
- Lorraine Lévy

Réalisateur :
- Denis Malleval

Diffusion :
- 9 juillet 2001 sur TF1

Audience :
- France : 6,34 millions de téléspectateurs (26,8 % de part d'audience)

Distribution :
- Mimie Mathy : Joséphine
- François-Régis Marchasson : Baltus
- Valeria Cavalli : Hannah
- Erick Desmarestz : Froment
- Martine Gautier : Dolores
- Bertrand Lacy : L'homme du bar
- Gilles Détroit : Le chef d'orchestre
- Patrick Palmero : Le directeur de l'opéra
- Fred Bianconi : Le docteur Monnier
- Véronique Boulanger : L'hôtesse de Opéra Magazine

Résumé : Joséphine vient en aide à Baltus, un chanteur d'opéra qui a un cancer et ne peut plus chanter. Peu à peu, ils tombent amoureux mais Joséphine perd ses pouvoirs car c'est un ange et elle ne peut pas aimer. Elle commence surtout à avoir plusieurs brûlures, car l'amour est un sentiment trop fort pour elle. Joséphine fait alors appel à l'ex de Baltus, Hannah, qui va essayer de le reconquérir.